# Estádio Lírio Calhou
Estádio Lírio Calhou – stadion piłkarski, w Barbalha, Ceará, Brazylia, na którym swoje mecze rozgrywa klub Barbalha Futebol Clube.